# Mike Hughes (fútbol americano)
Mike Hughes (New Bern, Carolina del Norte, 11 de febrero de 1997) es un jugador profesional estadounidense de fútbol americano que se desempeña en la posición de cornerback en Atlanta Falcons, equipo de la National Football League (NFL).

## Carrera
Fue seleccionado en la primera ronda en la Reunión Anual de Selección de Jugadores de la NFL de 2018. Hizo su debut profesional con el equipo Minnesota Vikings, en el cual jugó tres temporadas (2018-2021), después pasó a Kansas City Chiefs (2021-2022), posteriormente a Detroit Lions (2022-2023), luego a Atlanta Falcons, donde lleva jugando una temporada.